# 伊德魯斯
伊德魯斯（1921年9月21日—1979年5月18日），印度尼西亞（印尼）作家，以寫實小說聞名，在印尼文學史當中稱為「45年派散文家的代表人物」。

## 生平
伊德魯斯在1921年9月21日生於巴東（今屬西蘇門答臘省）。1942年日本佔領東印度群島之前，他只是在荷蘭殖民政府開辦的學校讀書，閱讀西方的文學作品，學習編寫短篇小說。1943年畢業後，伊德魯斯加入東印度群島的官辦出版社——圖書編譯局，擔任編輯。他在1943年至1944年期間創作了6篇短篇小說，之後把這些作品輯錄成書，取名為《地下隨筆》（Corat-Coret di Bawah Tanah）。
1945年印尼的革命家在日本投降之後宣布獨立；後來荷蘭人重返印尼，掀起了印尼獨立革命的序幕。這時候伊德魯斯一直待在東爪哇省泗水市，他還在這裏目睹奧貝爾丁·瓦爾特·薩森·馬拉貝率領的英軍和穆斯多波率領的革命軍因為溝通失誤而展開的一場戰鬥，這場戰鬥史稱泗水戰役。為此他創作了一篇短篇小說《泗水》，剖析1945年10月至1946年5月戰鬥前後軍人和平民面臨的問題。印尼作家、文學評論家穆罕默德·巴爾法斯說「可能這就是唯一一部諷刺印尼革命的作品了。」
戰爭期間伊德魯斯開始變得愛好沉思，這時候他創作的作品包括短篇小說《通往羅馬的另一條路》（Jalan Lain ke Roma），中篇小說《婦女與民族》（Perempuan dan Kebangsaan，1949年首刊於《印度尼西亞》雜誌）和長篇小說《阿吉》（Aki，1950年）。後來由於受到共產黨支持的文化組織人民文化協會的逼迫，伊德魯斯選擇逃往馬來西亞。他在馬來西亞發表了兩部作品《眼睛睜開》（Dengan Mata Terbuka，1961年）和《人的良心》（Hati Nurani Manusia，1963年），不過這兩部作品的評價比之前的作品遜色。
他在1965年前往澳洲墨爾本，擔任蒙纳士大学的講師。1974年，他在同一所大學考獲文學碩士學位；本來他還想在這所大學一邊擔任講師，一邊修讀博士課程，不過還沒畢業，他就在1979年5月18日於巴東甘榜丹那（Kampung Tanah）逝世。

## 風格

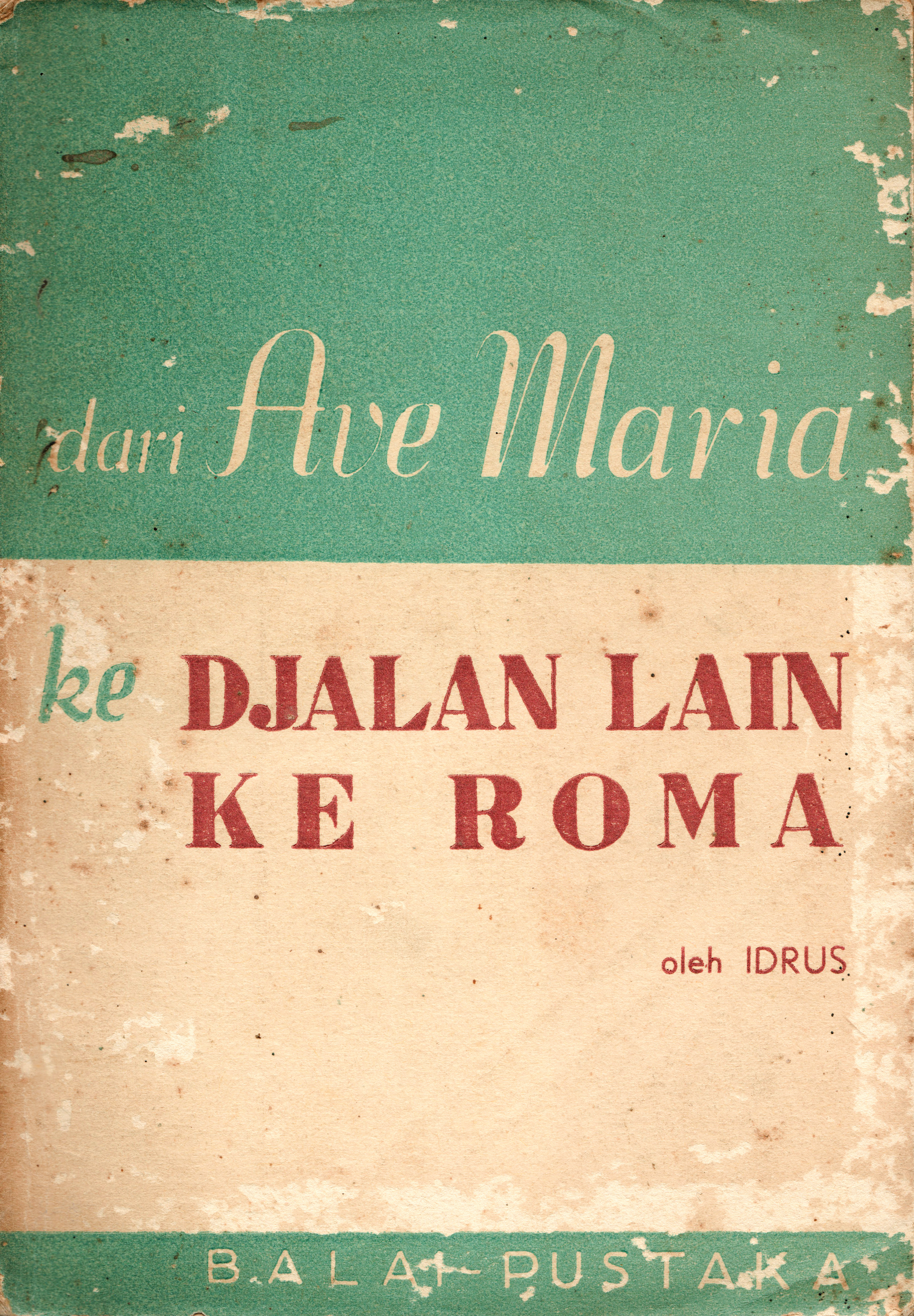
《從阿芙·瑪麗亞到通往羅馬的另一條路》（1948年，初版）

伊德魯斯的寫作風格注重於現實殘酷的一面。他的文句短小精幹，而且還放棄了圖書編譯局派和《新作家》派作家的審美觀。巴爾法斯認為他的文筆滿是對世事的冷嘲熱諷和諷刺，不過在獨立革命接近尾聲之際，他也變得越來越愛好沉思。研究印尼文學的荷蘭學者A·德歐認為伊德魯斯可能是受到欧内斯特·海明威、約翰·史坦貝克、欧斯金·考德威尔和威廉·艾斯霍特的影響。
伊德魯斯筆下的角色大都是平常人，和阿米爾·哈姆扎這些較早期的作家不一樣——他們筆下的角色大都是王室貴族。造成這個現象的原因之一是1942年初至1945年中期間日本佔領地政府的政治動機——他們認為促進群眾的權益是必要的，這樣自身的統治才能夠維持下去。

## 評價
德歐指出，經常有人認為伊德魯斯就是散文界的凱里爾·安哇爾，也就是藉着自己的作品為相關的體裁引入嶄新的寫作風格。也有說法認為在印度尼西亞文學史裏面，伊德魯斯是45年派散文家的代表人物。德歐不同意這個觀點，他認為安哇爾的貢獻重要得多。

## 個人生活
伊德魯斯在1946年迎娶勒娜·蘇里（Ratna Suri），兩人育有四子兩女。伊德魯斯精通多國語言，除了印尼語，他還會說德語、英語和荷蘭語。

## 腳註
1. 1 2 3  Badan Bahasa, Idrus.
2. 1 2 3 4  Pemprov DKI Jakarta, Idrus.
3. 1 2 3 4  Balfas 1976，第88頁.
4. ↑  Parrott 1975，第85頁.
5. ↑  Balfas 1976，第89頁.
6. 1 2  Balfas 1976，第90頁.
7. 1 2  Teeuw 1980，第218頁.
8. 1 2 3  Teeuw 1980，第217頁.